# Lichnasthenus
Lichnasthenus is een geslacht van kevers uit de familie van de loopkevers (Carabidae). De wetenschappelijke naam van het geslacht is voor het eerst geldig gepubliceerd in 1858 door James Livingston Thomson.

## Soorten
Het geslacht Lichnasthenus is monotypisch en omvat slechts de volgende soort:
- Lichnasthenus armiventris J.Thomson, 1858